# Linje 11 (Göteborgs spårvägar)
Linje 11 är en spårvagnslinje i Göteborg som går mellan Bergsjön och Saltholmen.

## Linjehistorik

1923 trafikerade 11:an bland annat en sträcka som idag är borttagen och som gick ända upp till Götaplatsen.

Linje 11 har funnit under tre olika tidsperioder. 1910–1918 gick linje 11 mellan Majorna och Getebergsäng skyltad med grönvita skyltar. 1923 återinfördes linje 11 på samma sträckning för Jubileumsutställningen och fortsatte efter det som en sommarlinje till Liseberg fram till och med 1954. Från och med 1924 hade linjen kortats av till Bangatan.
2002 infördes åter linje 11 med svart linjeskylt, med sträckningen Bergsjön – Gamlestadstorget – (via Snabbspåret) – Brunnsparken – Domkyrkan – Järntorget – Stigbergstorget – Bangatan – Mariaplan – Saltholmen.
2024 bytte linjen väg med linje 9 mellan Brunnsparken och Järntorget och går hädanefter Brunnsparken – Stenpiren – Järntorget. Detta då den gamla sträckningen inte hade tillräckligt långa hållplatser för den nya spårvagnen M34, som trafikerar linjen från och med den 19 januari 2025.